# Tritec
Tritec Motors Ltda, o simplemente Tritec, fue una joint venture para la fabricación de motores para automóviles, propiedad de DaimlerChrysler AG y BMW. Fue fundada en mayo de 2002.

## Fábricas
- Tritec Campo Largo